# Gryporhynchium
Gryporhynchium är ett släkte av insekter. Gryporhynchium ingår i familjen vårtbitare.
Kladogram enligt Catalogue of Life:
| Gryporhynchium | \| \| Gryporhynchium acutipennis \| \| \| \| \| \| Gryporhynchium minor \| \| \| \| |
|                | \| \| Gryporhynchium acutipennis \| \| \| \| \| \| Gryporhynchium minor \| \| \| \| |
|                | Gryporhynchium acutipennis                                                          |
|                |                                                                                     |
|                | Gryporhynchium minor                                                                |
|                |                                                                                     |